# Zdzisław (arcybiskup gnieźnieński)
Zdzisław (? – zm. w latach 80. XII wieku) – arcybiskup gnieźnieński. 
Po raz pierwszy jest udokumentowany 26 kwietnia 1177 jako świadek na przywileju księcia Mieszka Starego dla opactwa w Lubiążu. Przewodniczył synodowi w Świerzym Górnym (Wielkanoc 1179?) oraz zjazdowi polskich biskupów i baronów odbytemu w Łęczycy w 1180 z inicjatywy księcia Kazimierza Sprawiedliwego. Na zjeździe tym uchwalono pierwszy w historii Polski immunitet stanowy, dotyczący duchowieństwa. Po raz ostatni wspomniany jest w bulli papieża Aleksandra III z 28 marca 1181 zatwierdzającej uchwały podjęte w Łęczycy. Data jego śmierci nie jest znana.